# Theodor Hildebrand & Sohn

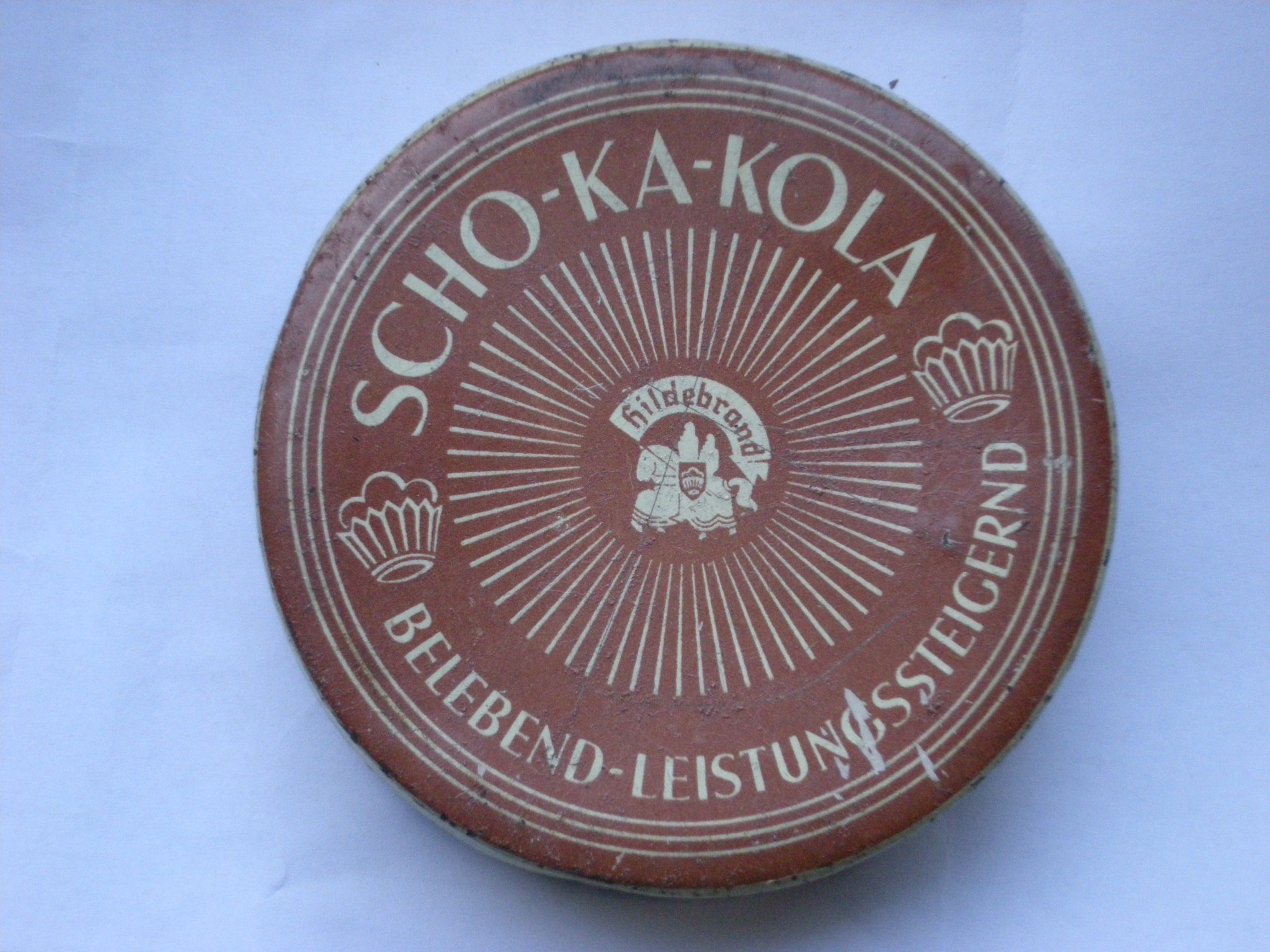
Scho-Ka-Kola von Hildebrand

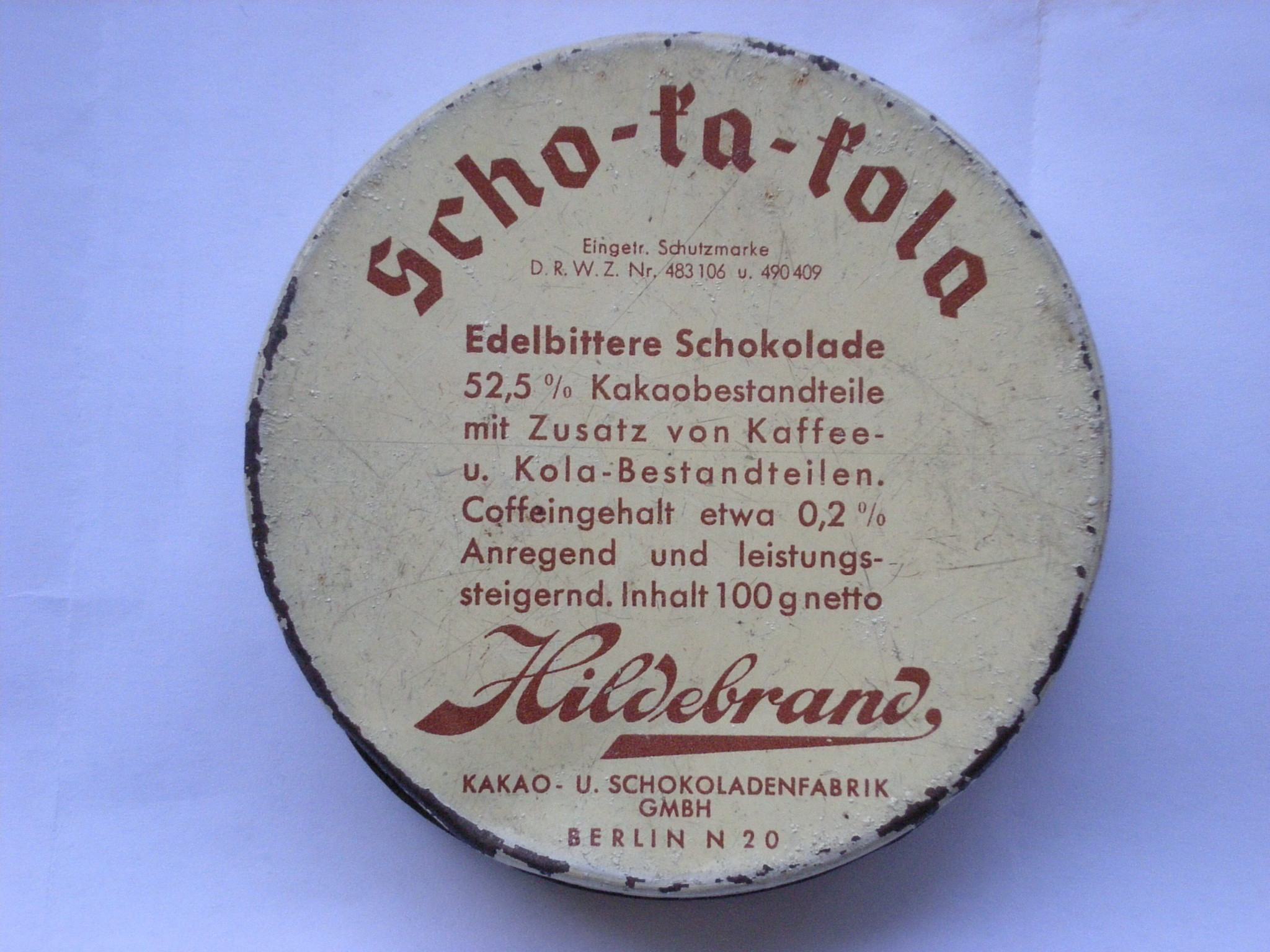
Scho-Ka-Kola von Hildebrand

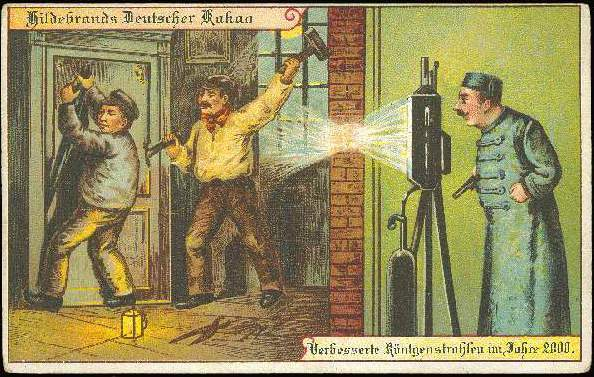
Hildebrand-Sammelkarte von 1900 über das Leben im Jahr 2000

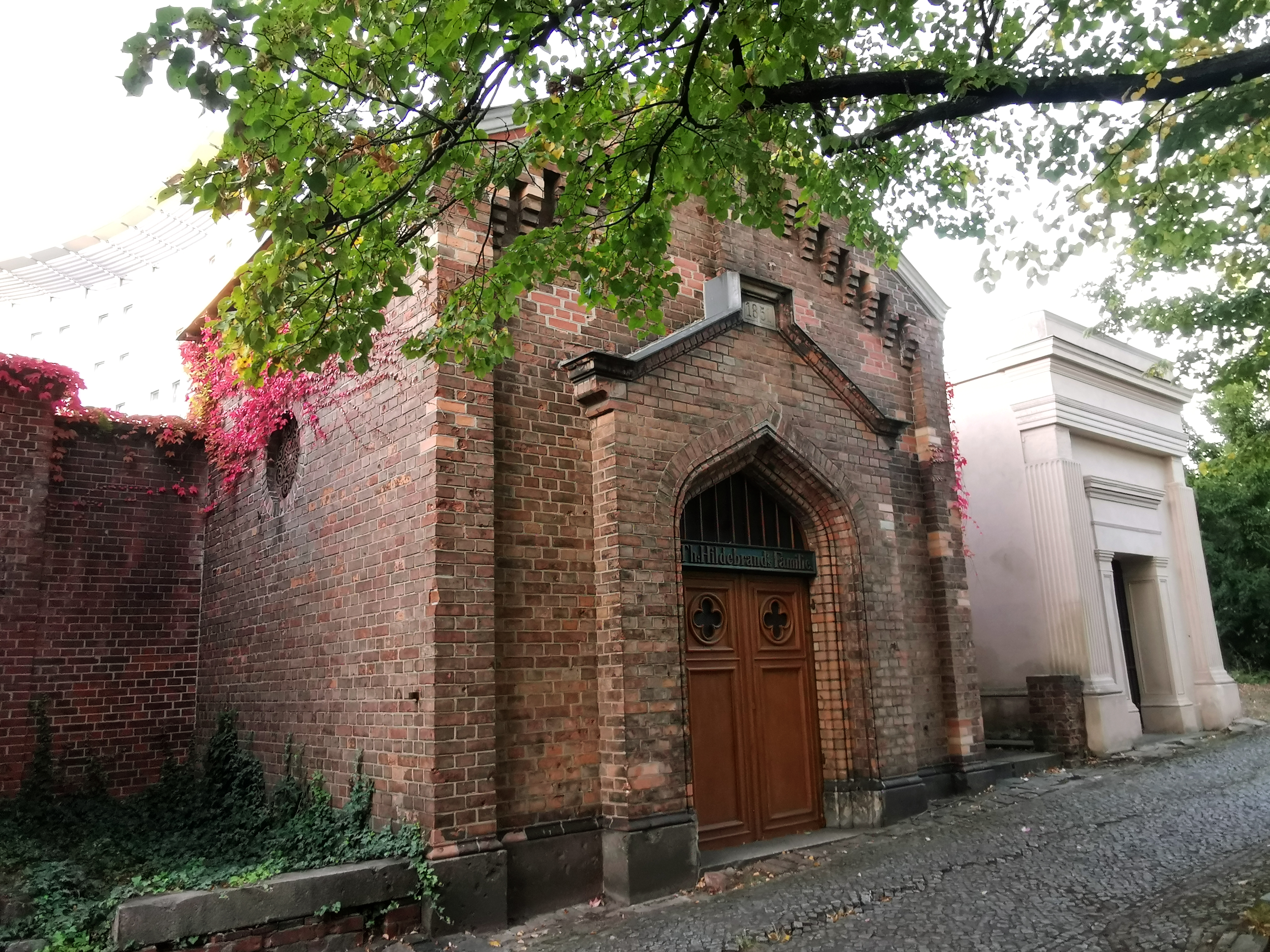
Familienmausoleum Hildebrand auf dem St.-Marien- und St.-Nikolai-Friedhof I in Berlin-Prenzlauer Berg (Abt. U 12)

Theodor Hildebrand & Sohn, ab 1930 Hildebrand, Kakao- und Schokoladenfabrik GmbH war eine deutsche Schokoladenfabrik. Das Unternehmen wurde 1817 durch den Konditor Theodor Hildebrand gegründet und ging schließlich 1996 in Stollwerck auf.

## Geschichte
Der Konditor Theodor Hildebrand gründete 1812 sein erstes kleines Geschäft und 1817 das Unternehmen Theodor Hildebrand & Sohn an der Spandauer Straße in der Berliner Stadtmitte. Theodor Hildebrand war unter anderem preußischer Hoflieferant.
Hildebrand nutzte seit 1830 erstmals in Preußen Dampfmaschinen zur Schokoladenfabrikation. Somit konnte er die auch „Dampfschokolade“ genannte Schokolade in bis dahin unbekannten Mengen zu niedrigem Preis anbieten. Seine Söhne und Enkel expandierten die Produktion, sodass 1888 ein Werk in der Pankstraße direkt am Brunnenplatz entstand und Theodor Hildebrand & Sohn zu einem der größten Arbeitgeber im Industriebezirk Berlin-Wedding wurde. Bekannt wurde das Unternehmen durch seine Sammelmappen, die mit Klebebildern aus den Schokoladenpackungen aufgefüllt werden konnten. Ein besonderer Erfolg war dabei ein 1900 erschienenes Album, das das Leben im Jahr 2000 zeigte.
1935 führte das Unternehmen Scho-Ka-Kola ein. Die mit Koffein angereicherte Schokolade sollte im Zuge der Olympischen Sommerspiele in Berlin 1936 als energiereiche Sportlerschokolade vermarktet werden und bekam später den Beinamen Fliegerschokolade, da sie von den Piloten der deutschen Luftwaffe konsumiert wurde. Auch brachte die Firma Pralinen auf den Markt, die pro Stück 14 Milligramm Methamphetamin enthielten. Empfohlen wurde, drei bis neun Stück zu essen, wodurch die Hausarbeit leicht von der Hand ginge und man obendrein noch abnehmen würde, da die Droge ein Appetitzügler sei. Im Gegensatz zu Coffein sei sie unschädlich.
Im Zweiten Weltkrieg wurde ein Großteil der Produktionsanlagen zerstört. Bis 1951 konnte das Unternehmen mit wiederhergestellten Maschinen allerdings schon fast wieder das Produktionsniveau der Vorkriegszeit erreichen.
Nachdem Deutschland 1964 die Preisbindung für Tafelschokolade aufgehoben hatte, geriet Hildebrand wie viele deutsche Schokoladenhersteller in wirtschaftliche Schwierigkeiten und ging 1968 in die Insolvenz. 1969 übernahm Hans Imhoff das Unternehmen. Mit Scho-Ka-Kola übernahm Imhoff sein erstes bekanntes Markenprodukt und nutzte es als Basis zur Expansion. 1972 kaufte Imhoff ebenfalls Stollwerck und führte Hildebrand und Stollwerck zusammen. Die Schokoladenfabrik in Berlin-Marienfelde produziert noch heute Produkte unter dem Markennamen Stollwerck.

## Ehrung
Zu Ehren von Theodor Hildebrand wurde nach ihm die Hildebrandstraße im Ortsteil Tiergarten benannt, einst begann diese als Privatstraße auf Hildebrands Grundstück.

## Film
- Schokolade mit Volldampf – Über den ersten Schokoladenfabrikanten Preußens. Fernseh-Reportage, Deutschland, 2015, 6:15 Min., Buch und Regie: Dagmar Lembke, Moderation: Gerald Meyer, Produktion: rbb, Redaktion: Theodor. Geschichten aus der Mark, Erstsendung: 6. Dezember 2015 bei rbb, Inhaltsangabe von Theodor, (Memento vom 7. Dezember 2015 im Webarchiv archive.today), mit Josephine Hildebrand.